# マイクロチャンネルプレート
マイクロチャンネルプレート (micro-channel plate、MCP) とは荷電粒子（電子やイオン等)を増幅する装置である。構造は微小な光電子増倍管を束ねた構造になっているので、紫外線やX線等の光子を検出することも可能。入射した荷電粒子や光子等により生じた電子がアバランシェ電流により増幅することにより、高感度で検出することが可能である。

## 基本構造

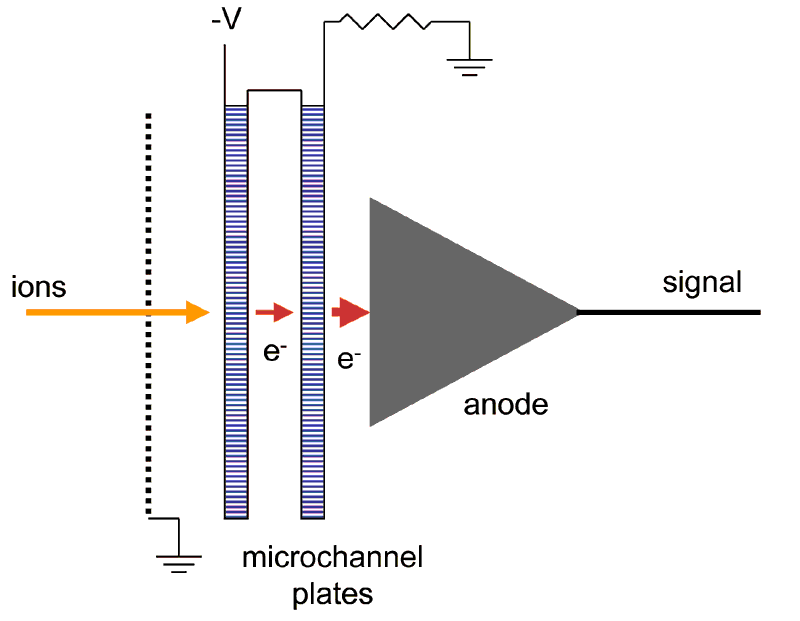
2段マイクロチャンネルプレート検出器

マイクロチャンネルプレートは通常2mm厚の高い絶縁性の材料(主にガラス)で作られる。細い管若しくは溝(マイクロチャンネル)が一方の面から反対側の面へ貫通している。
細孔の径は通常10μmである。他のチャンネルとは15μm離れている。表面に対して8°程度傾いている。

## 製造工程
鉛ガラスの管の内部にソーダガラスを充填して加熱して融着して引き伸ばす。それらを束ねてからまた加熱して融着して引き伸ばす。この工程を数回繰り返した後、8°の傾斜で薄くスライスする。その後、ソーダガラスの部分を薬品で溶かして除去する。水素ガス中でマイクロチャンネルプレートの内壁の鉛ガラス内の鉛を還元して導電性を付与する。マイクロチャンネルプレートに光電効果物質を塗布した光電面のガラス板と蛍光体を塗布した後部のガラス板を取り付けて封止する。

## 作動
荷電粒子や光子が入射することにより電子が飛び出し、それがチャンネルの壁に当たってアバランシェ効果により電子が増幅される。
入射側の反対に電極を設置し、検出する。蛍光板を設置すると、これを光らせることができるため、暗視装置に使用されることもある。

## 検出器
外部から印加する電圧は100Vである。増幅率を上げるために電圧を上げると漏れ電流が増えてノイズが増加する。そこでMCPを直列に設置して2段階で増幅する。これにより高感度の検出が可能となる。

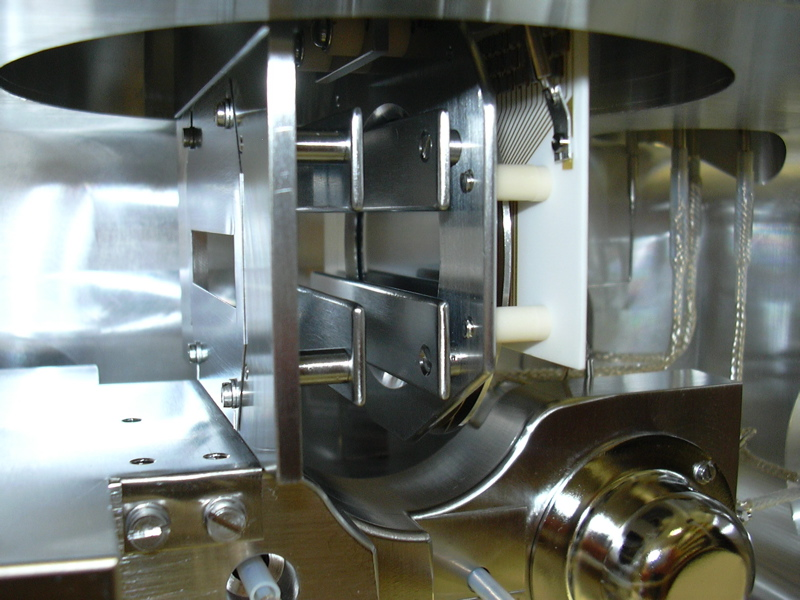
マイクロチャンネルプレート検出器、飛行時間分離型質量分析器 Finnigan MAT 900に使用
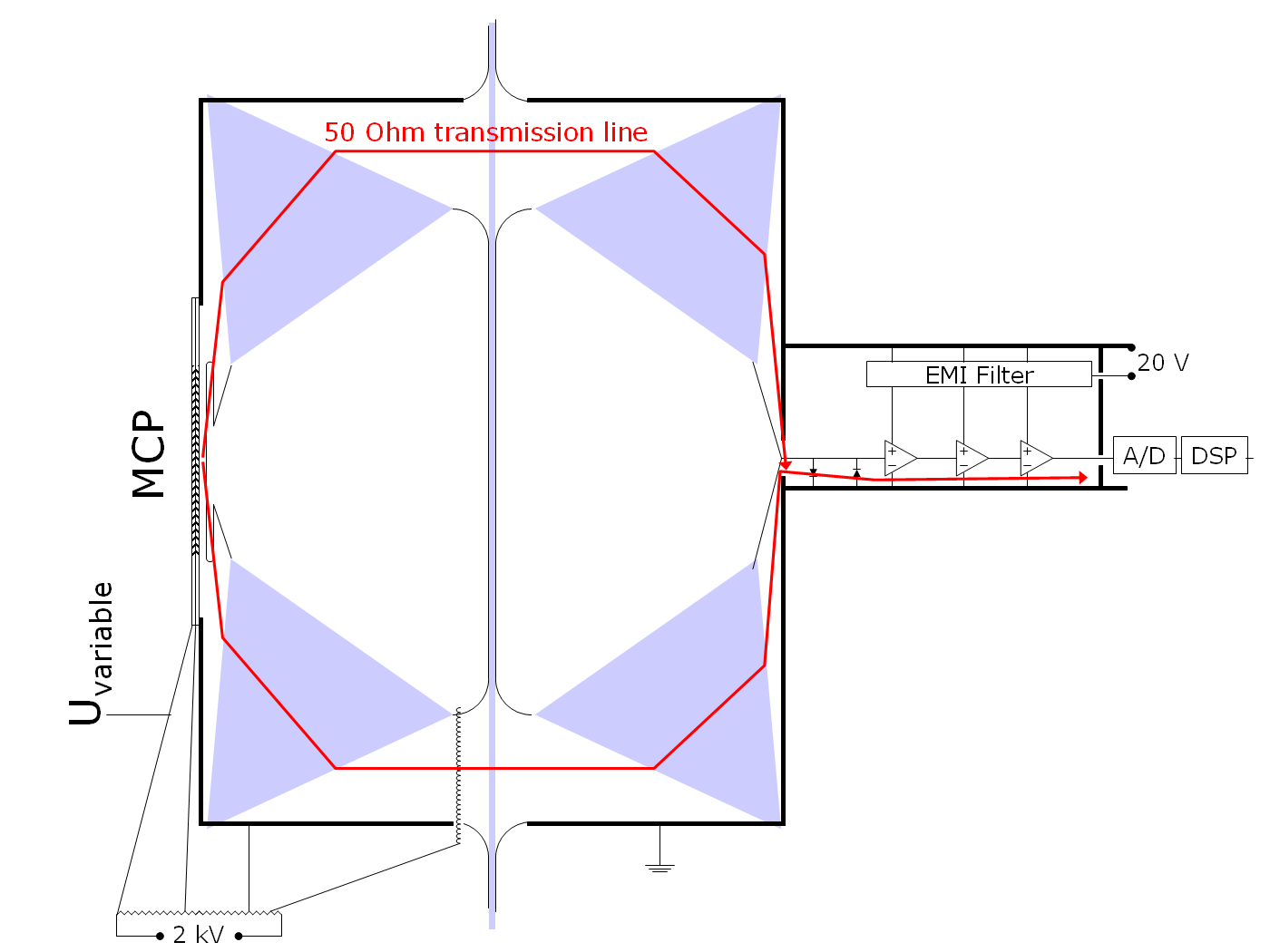
高電圧印加型(上下方向から)
高電圧印加型コンデンサと低誘電率のセラミックで構成される

## 参考
- Westmacott G, Frank M, Labov SE, Benner WH (2000). Using a superconducting tunnel junction detector to measure the secondary electron emission efficiency for a microchannel plate detector bombarded by large molecular ions. 14. pp. 1854–61. doi:10.1002/1097-0231(20001015)14:19<1854::AID-RCM102>3.0.CO;2-M. PMID 11006596.
- Gaire B, Sayler AM, Wang PQ, et al (2007). “Determining the absolute efficiency of a delay line microchannel-plate detector using molecular dissociation”. The Review of scientific instruments 78 (2):  024503. PMID 17578132.
- Richards P, Lees J (2002). “Functional proteomics using microchannel plate detectors”. Proteomics 2 (3):  256–61. PMID 11921441.